# Ivana Božović
Pour les articles homonymes, voir Božović.
Ivana Božović, née le 28 janvier 1991 à Podgorica, est une handballeuse qui joue pour le club roumain du CS Magura Cisnădie et l'équipe nationale du Monténégro. 

## Palmarès
Compétitions internationales
- vainqueur de la Ligue des champions (1) en 2012 (avec ŽRK Budućnost Podgorica)
- vainqueur de la coupe EHF (1) en 2010 (avec ŽRK Budućnost Podgorica)
- vainqueur de la Ligue régionale des Balkans (4) en 2009, 2010, 2011 et 2012 (avec ŽRK Budućnost Podgorica)

compétitions nationales
- championne du Monténégro (4) en 2008, 2009, 2010, 2012 (avec ŽRK Budućnost Podgorica)
- vainqueur de la coupe du Monténégro (4) en 2008, 2009, 2010, 2012 (avec ŽRK Budućnost Podgorica)
- championne de Croatie (1) en 2014 (avec Lokomotiva Zagreb)
- vainqueur de la coupe de Croatie (1) en 2014 (avec Lokomotiva Zagreb)